# Buddy Boudreaux
John Landry “Buddy” Boudreaux (Donaldsonville, 27 de diciembre de 1917 – Baton Rouge, 13 de junio de 2015) fue un músico de jazz y de big band en Baton Rouge, Luisiana. Tocaba el saxofón y el clarinete. Desde 1934, dirigió y tocó en distintas bandas en del sur de Estados Unidos, las cuales estaban formadas por músicos conocidos nacionalmente sobre todo de Baton Rouge. El periódico del estado lo nombró " El sonido de big band de la ciudad"  Tocaba junto con artistas como Andy Williams, Bernadette Peters, Doc Severinsen, Dionne Warwick, Gladys Knight and the Pips, Burt Bacharach, Johnny Mathis, The Four Tops, Bob Hope, George Burns y Joan Rivers. Abrió conciertos para Tony Bennett, Tony Orlando, Louise Mandrell, The Beach Boys y Bill Cosby. Buddy escribió junto con su barbero, Michael T. Abadie— “My Baton Rouge,” que en 1998 se consideró como la canción oficial de la ciudad.

## Primeros años
Boudreaux nació en Donaldsonville, Luisiana, y seis meses después se mudó a Baton Rouge junto con su familia. Su padre, Edward Lawrence Boudreaux (1893-1970), fue un supervisor de maquinaria en la refinería Standard Oil en Baton Rouge. Su madre, Rena Marie Landry Boudreaux (1889-1954), tocaba el piano e influyó en el interés de su hijo en la música. Se quedaba con él hasta muy noche escuchando en la radio transmisiones en vivo de big band.
Un maestro de música escuchó a Boudreaux tocar el saxofón de un primo y le empezó a dar clases. Boudreaux trabajó como caddie para un vecino que era jugador profesional de golf en el country club de Baton Rouge, y así, a sus doce años, compró un saxofón. Por diez dólares de aquel tiempo pagó doce clases de música y ese fue la única educación formal que llegó a tener.

## Educación
Boudreaux se graduó en 1936 de Baton Rouge High School, donde tocaba en la banda de la escuela. Para complacer a su padre, estudió ingeniería química en Louisiana State University, pero la música siempre fue su principal interés. Tocó en LSU Tiger Marching Band. Después de un semestre, se dio de baja de LSU para continuar con su carrera como músico. Después de más de una década, luego de participar en la Segunda Guerra Mundial, terminó sus estudios en G.I. Bill, y se tituló de administrador en negocios en University of California, Berkeley, in 1950.

## Carrera musical
En 1929, Boudreaux formó parte de una orquesta de niños, con la cual tocaba los sábados en el teatro Paramount. Su primera tocada profesional fue en 1932, a sus 14 años. Dos años después se unió a la orquesta Clovis Hendry. Comenzó su carrera como el líder de una banda en 1939. Solía visitar bares y decir que su banda tenía fechas llenas fuera de la ciudad durante dos meses. Así fue como impresionaba a los dueños de los bares y lo contrataban. Luego formó su propia banda. ” aAl mismo tiempo, tocaba con las orquestas Bob Crosbyy Jimmy Dorsey dirigidas por Lee Castle. Se fue de tour al sur con la orquesta Tommy Dorsey dirigida por Warren Covington.
Esos grupos tocaban específicamente swing de 1920, 1930 y 1940 proveniente de Estados Unidos. Después de una época en donde las big band cruzaban el país entero con tal de tocar, las generaciones posteriores se interesaron más por el rock, provocando que ese esfuerzo fuera inútil. Sin embargo, hubo gente a la que todavía le interesaba el swing, según la Sociedad de Jazz. Estos provocó el crecimiento de big bands locales, por ejemplo, la orquesta Lee, formada por los mejores músicos que solo tocaban localmente.
La orquesta de Buddy Lee fue cofundada en 1973 por Boudreaux y Lee Fortier, un viejo amigo trompetista. Esa fue una de sus bandas más conocidas. En 1986 la Orquesta de Buddy Lee alternaba con la big band de Buddy Rich durante el Buddy Concert de Baton Rouge.
Boudreaux tocó desde la adolescencia hasta los 90. playing for Mardi Gras balls, dances, wedding receptions, riverboat parties, restaurant brunch crowds, and debutante balls. A veces organizaba una banda de baile con el vocalista Jerie Ford o un ensamble de jazz o un combo XL- acústico de jazz. Después de cincuenta años transcurridos, el State-Times escribió en 1991 " 

## Servicio militar
Boudreaux fue un veterano de la Segunda Guerra Mundial que sirvió en la Army Air Corps desde febrero de 1943 hasta septiembre de 1945 en Marruecos, Argelia, Túnez e Italia. Formó parte del vigésimo Batallón de Reemplazamiento y obtuvo el título de sargento mayor. Se llevó su propia música y tocaba siete piezas en una banda de guerra, Dukes of rythm, para la United Service Organization (USO)

## Otras aventuras
Boudreaux’s trabajó hasta 1980 en Standard Oil (now ExxonMobil) refinería y química en Baton Rouge. Empezó como un niño de oficina en 1937 y se retiró como supervisor de las secciones de análisis financiamiento y resportes de operaciones.
Entre 1950 y 1990, fue líder y representante del Local 538 de la American Federation of Musicians.
En 1998, ayudó al equipo de golf Louisiana Octogenarian, entrando a torneos en el sur y donando sus triunfos a los patrocinadores de caridades. a sus 80 años, ganó treinta y dos medallas Senior Olympics de golf en Luisiana. Mientras su hijo crecía, fue líder del club de scout.

## Vida personal y muerte
Boudreaux se casó con Ruth Bowman Suthon (nacida en 1925), graduada de LSU y trabajadora de Standard Oil en 1947. tuvieron cuatro hijos—Richard L. Boudreaux (1948) periodista; John L. Boudreaux Jr. (1950), piloto retirado de FedEx; Ronald C. Boudreaux (1956), baterista profesional; y Jeffrey L. Boudreaux (1959), baterista profesional— tres nietos y dos bisnietos.
Boudreaux murió en Baton Rouge a sus 97 años el 13 de junio de 2015.

## Transmisiones y películas
Boudreaux se presentó en Derby Show, una transmisión diaria en la estación de radio de Baton Rouge WJBO para promover un maratón de danza de tres meses en 1940. Boudreaux apareció en películas como The Toy (1982), Blaze (1989), y la película francesa Louisiana (1984).

## Discografía
- The Buddy Boudreaux Quartet (1983)
- The Buddy Boudreaux Jazz Ensemble (1984)
- My Baton Rouge (1985)
- Buddy Lee Orchestra (1985)
- XL-Acoustic Jazz Combo (1985)
- The Buddy Boudreaux Dance Band (1985)